# Vernon Bartlett
Charles Vernon Oldfield Bartlett (30 avril 1894 – 18 janvier 1983) est un journaliste, homme politique et auteur britannique. Il est député de 1938 à 1950 : d'abord comme progressiste indépendant prônant un Front populaire, puis pour le Parti de la richesse commune, et enfin de nouveau comme progressiste indépendant.

## Biographie
Né à Westbury, Wiltshire, Bartlett fait ses études à la Blundell's School, puis rejoint l'armée britannique pendant la Première Guerre mondiale. Il devient journaliste, travaillant pour le Daily Mail, puis correspondant à l'étranger pour le Times. En 1922, il est nommé directeur du bureau londonien de la Société des Nations, après quoi il travaille comme journaliste pour la radio BBC. Son contrat avec la BBC n'est pas renouvelé après que sa couverture de la décision d'Hitler de quitter la Société des Nations en 1933 ait été jugée trop sympathique (« pas assez bestiale »). En 1933, il rejoint le News Chronicle et en est le correspondant diplomatique pendant vingt ans, avec une période en Espagne pendant la guerre civile espagnole.
Bartlett est élu à la Chambre des communes pour le siège de Bridgwater dans le Somerset en tant que candidat du Front populaire opposé à l'apaisement lors d'une élection partielle tenue le 18 novembre 1938. Il conserve ce siège pendant douze ans.
En 1942, Bartlett, Richard Acland, John Boynton Priestley et d'autres fondent le Parti socialiste de la richesse commune. Aux élections de 1945, Bartlett conserve son siège à Bridgwater, en tant qu'indépendant. En 1950, il rejoint le Parti travailliste et se retire du Parlement.
En 1954, Bartlett quitte également son travail au News Chronicle et s'installe à Singapour, où il est à la fois commentateur politique pour le Straits Times et correspondant en Asie du Sud-Est pour le Manchester Guardian.

## Publications
- Calf Love, 1929
- Journey's End: a novel (avec Robert Cedric Sherriff), 1930
- Nazi Germany Explained, 1933
- This is My Life, 1937
- Tomorrow Always Comes, 1943
- East of the Iron Curtain, 1950
- Struggle for Africa, 1953
- You and your surfboard, 1953
- And Now, Tomorrow, 1960
- Tuscan Retreat, 1964
- A Book about Elba, 1965
- Introduction to Italy, 1967
- The Past of Pastimes, 1969
- The Colour of their Skin, 1969
- Tuscan Harvest, 1971
- Central Italy, 1972
- Northern Italy, 1973
- I Know What I Liked, 1974